# Episodi di Bosch (terza stagione)
La terza stagione della serie televisiva Bosch, composta da dieci episodi, è stata interamente resa disponibile negli Stati Uniti dal servizio di streaming di Amazon il 21 aprile 2017.
In Italia, la stagione è stata pubblicata su Amazon Video tra maggio e giugno 2017. In chiaro andrà in onda su TOP Crime.
| n° | Titolo originale       | Titolo italiano        | Pubblicazione USA | Pubblicazione Italia |
| -- | ---------------------- | ---------------------- | ----------------- | -------------------- |
| 1  | The Smog Cutter        | Lo Smog Cutter         | 21 aprile 2017    | maggio/giugno 2017   |
| 2  | The Four Last Things   | Le ultime quattro cose | 21 aprile 2017    | maggio/giugno 2017   |
| 3  | God Sees               | Dio vede               | 21 aprile 2017    | maggio/giugno 2017   |
| 4  | El Compadre            | Il compare             | 21 aprile 2017    | maggio/giugno 2017   |
| 5  | Blood Under the Bridge | Sangue sotto il ponte  | 21 aprile 2017    | maggio/giugno 2017   |
| 6  | Birdland               | Birdland               | 21 aprile 2017    | maggio/giugno 2017   |
| 7  | Right Play             | La mossa giusta        | 21 aprile 2017    | maggio/giugno 2017   |
| 8  | Aye Papi               | Aye Papi               | 21 aprile 2017    | maggio/giugno 2017   |
| 9  | Clear Shot             | Un'immagine chiara     | 21 aprile 2017    | maggio/giugno 2017   |
| 10 | The Sea King           | Il re del mare         | 21 aprile 2017    | maggio/giugno 2017   |

## Lo Smog Cutter
- Titolo originale: The Smog Cutter
- Diretto da: Adam Davison
- Scritto da: Eric Overmeyer

### Trama
8 novembre 2016. Sedici mesi dopo gli ultimi avvenimenti, Harry Bosch sembra essersi lasciato alle spalle i fantasmi del passato e vive serenamente con la figlia Maddie, stabilitasi a casa sua perché Eleanor si è trasferita a Hong Kong per lavoro. Hector Ramos è rieletto sindaco, grazie soprattutto al video che ha frustrato le ambizioni di O'Shea, ormai rassegnato a chiudere malamente il suo mandato di procuratore. Bosch si interessa della situazione di Ed Gunn, un killer tornato in libertà, messo in stato di fermo dopo essere andato in coma etilico. Il mattino seguente Bosch si lamenta con i colleghi della centrale perché qualcuno ha fatto uscire Gunn, pagandogli la cauzione. Nel frattempo, un ragazzo intento a dipingere un murales, sente uno sparo e si precipita in un camper, trovandovi un cadavere.
Bosch è chiamato a testimoniare nel processo contro Veronica Allen per la morte di Padre Tabakian. L’avvocato Chandler segna un punto a suo favore, ricordando il precedente del caso Flores in cui il detective fu accusato di aver manipolato delle prove. La giuria non raggiunge un accordo, quindi il processo è annullato. A sorpresa la procura non intende fare ricorso, il che significa la rimessa in libertà di Veronica. Bosch inveisce contro O'Shea per questa decisione, accusandolo di volergli far pagare la faccenda del video che gli è costata l’elezione a sindaco. Il video dell'alterco finisce in rete, facendo capire a Bosch come oggigiorno occorra prestare attenzione al proprio comportamento in ogni situazione. In parallelo, Bosch sta lavorando con la vice procuratrice Anita Benitez al caso di Andrew Holland, un regista accusato di aver ucciso la moglie. Bosch si scontra con Rudy Tafero, detective in pensione che lavora per il team legale di Holland e con il quale non corre affatto buon sangue, al punto da accusare Bosch di essere un poliziotto frustrato che non ha altri interessi fuorché il lavoro.
Bosch ed Edgar sono mandati a occuparsi del cadavere nel camper, identificato in Billy Meadows. I genitori riferiscono che Billy, un reduce della guerra, si era isolato una volta tornato dal fronte e aveva iniziato ad assumere stupefacenti. Nonostante le lusinghe di Ramos, Irving è determinato a mantenere la promessa di lasciare l’incarico di capo della polizia. Billets entra in conflitto con Ellen Lewis, il nuovo capitano, secondo cui deve smetterla di difendere un bugiardo come Bosch. Mentre Maddie dorme, Bosch osserva Gunn attraverso le telecamere che ha installato illegalmente.

## Le ultime quattro cose
- Titolo originale: The Four Last Things
- Diretto da: Adam Davison
- Scritto da: Daniel Pyne

### Trama
Rientrato da un appuntamento con Anita, Bosch osserva le telecamere installate sopra casa di Gunn e vede due uomini introdursi nel suo appartamento. Il giorno successivo il cadavere di Gunn è rinvenuto sul selciato in quello che gli investigatori Pierce e Robertson giudicano un suicidio, soprattutto perché l'uomo ha lasciato un biglietto con scritto "Mi dispiace". La polizia ha identificato il ragazzo che ha assistito all'uccisione di Billy Meadows. Si tratta di Sharky, piccolo criminale in erba che si finge un prostituto gay per adescare uomini e, con l'aiuto dei compari, rapinarli. Bosch deve affrontare nuove accuse, provenienti questa volta dall'avvocato di Holland che lo taccia di aver estorto una presunta confessione al suo cliente fuori dalle registrazioni. Il giudice però dà ragione a Harry, invalidando la mozione che puntava a invalidarne la testimonianza.
La scientifica ha rinvenuto le impronte di Bosch sul bicchiere in casa di Gunn. Edgar non crede alle proprie orecchie, essendo il partner parecchio scrupoloso quando si tratta di studiare le scene del crimine. Per togliersi cattivi pensieri, Billets chiede a Edgar di indagare segretamente su Bosch, cominciando a sentire Rick Jackson che è stato il suo partner ai tempi del caso Gunn. Intanto, Pierce e Robertson possono concludere che Gunn non si è tolto la vita, ma è stato ucciso. Questo perché sono stati trovati segni sulle caviglie, secondo Robertson riconducibili a un poliziotto. Bosch interroga Annabelle Crowe, una delle vittime di Holland, la quale riferisce di essere stata quasi strangolata dall'uomo. Mentre sta intrattenendo degli amici a cena, Holland si autoproclama innocente e accusa Bosch di cospirare contro di lui per farlo arrestare. Billets sostiene il colloquio per diventare capitano, ma la domanda di un membro della commissione a proposito di un'ipotetica relazione sentimentale di un detective della sua squadra la mette in difficoltà.
Rovistando in casa di Gunn, Edgar trova la telecamera nascosta piazzata da Bosch e la statua di un gufo con incisa una frase del pittore olandese Hieronymus Bosch.

## Dio vede
- Titolo originale: God Sees
- Diretto da: Alex Zakrzewski
- Scritto da: Tom Bernardo

### Trama
Bosch scopre che qualcuno ha rimosso la telecamera nascosta in casa di Gunn. La sorella dell'uomo riferisce ai detective che Gunn non aveva nessuna ragione per voler stuprare una donna, dando a Bosch la colpa di aver esasperato il fratello. Bosch va a parlare con Trevor Dobbs, leader del reparto nel quale militava Billy Meadows durante le operazioni in Iraq. Dobbs sostiene che Billy non era stato altrettanto fortunato come lui, riuscito a tornare sano di mente dalla guerra, dichiarando di aver provato ad aiutarlo facendogli conoscere la Charlie Company, un'organizzazione di mutuo soccorso per veterani. Passando dall'associazione, Bosch viene indirizzato a Helen Archer, la donna che Billy stava frequentando nell'ultimo periodo. Helen aveva sperato che con Billy potesse nascere una relazione, ma il suo stato psico-fisico glielo ha impedito, anche perché l'uomo era ossessionato da una donna conosciuta in Iraq e che voleva rivedere, tornando al fronte come mercenario. Inoltre, Helen menziona un certo Woody, amico di Billy che gli aveva messo delle strane idee in testa. Bosch riesce a rintracciare Sharkey, il quale ammette di aver assistito al delitto di Billy senza però fornire ulteriori informazioni oltre a quelle che la polizia già conosce.
Edgar consulta un professore a proposito delle opere del pittore Hieronymus Bosch. Il dipinto trovato in casa di Gunn è Sette peccati capitali in cui compaiono la scritta in latino "CAVE CAVE DOMINUS VIDET" (Attenti attenti Dio vede) e la civetta, simbolo del male che sta inghiottendo il mondo. Successivamente, Edgar incontra Rick Jackson che non segnala atteggiamenti particolarmente strani da parte di Bosch ai tempi del caso Gunn. Bosch scova Annabelle Crowe come modella di un'agenzia, dove si fa chiamare Leah Camille. Da qualche tempo, il quartiere coreano di Los Angeles è sconvolto da un uomo che gira in bicicletta e prende di mira donne coreane, scippando oggetti o addirittura sparando. Dobbs informa gli amici Woody e Xavi Moreno, ex commilitoni di Meadows ai tempi dell'esercito, che Bosch sta ficcanasando nei loro affari ed è molto pericoloso. Woody lo prende in parola e tenta di investire Bosch con la macchina.

## Il compare
- Titolo originale: El Compadre
- Diretto da: Sarah Pia Anderson
- Scritto da: Jeffrey Fiskin

### Trama
Bosch fa visita a Ramona Niese, la madre di Sharkey, che si prostituisce sul web ed è del tutto inconsapevole dei vagabondaggi del figlio. Successivamente Bosch riceve conferma che sulla maniglia del camper in cui è morto Meadows c'erano le impronte proprio di Sharkey. Qualcuno all'interno della polizia ha parlato con il giornalista del Times Scott Anderson, svelando che le indagini del dipartimento sul caso Gunn stanno puntando a un agente veterano. Edgar ragguaglia Billets sulle ultime scoperte relative a Bosch, in particolare i legami con l'omonimo pittore che sembrano però non convincere il superiore, secondo cui farebbe bene a parlarne con Bosch. Tuttavia, Edgar è preceduto da Jackson che, per senso di lealtà verso il vecchio partner, informa Bosch del loro incontro. Questo indispone molto il detective, sentendosi tradito da colui che credeva un amico oltre che un partner.
Robertson è individuato come la fonte di Anderson, mandando su tutte le furie Bosch perché al giornalista basterà fare "due più due" per capire che è lui il poliziotto sotto inchiesta. Sul fronte Meadows, Bosch parla con Tom Jay, un reduce che si trovava al fronte assieme a lui. Jay afferma che Meadows, Dobbs, Moreno e Woody avevano creato un gruppo, scherzosamente chiamato "i quattro amigos", dedito ad attività illecite delle quali il comando era all'oscuro. Irving conosce Jun Park, volontaria del CRT che ha perso il fratello in uno degli attacchi che stanno sconvolgendo il quartiere coreano. Annabelle Crowe non vuole più testimoniare. Bosch sospetta che sia in ragione della sua attività nascosta di escort, ma l'obiettivo è farlo sapere prima che a farlo sia la difesa di Holland in tribunale. Da quando ha iniziato a occuparsi dei nuovi casi, Bosch si sente osservato da qualcuno e indirizza i suoi sospetti su Tafero, il quale replica che lo avrebbe già scoperto se fosse realmente stato lui.
Fingendosi gay, Moreno abborda Sharkey e lo porta in un sottopassaggio isolato, dove lo uccide recidendogli la carotide.

## Sangue sotto il ponte
- Titolo originale: Blood Under the Bridge
- Diretto da: Alex Zakrzewski
- Scritto da: Elle Johnson

### Trama
Il principale sospettato per l'omicidio di Gunn è Holland, il quale lo avrebbe ucciso per poter incolpare Bosch. Esaminando il cadavere di Sharkey in obitorio, Bosch giunge alla conclusione che il killer del ragazzo è un militare, visto che soltanto un combattente molto esperto è in grado di praticare un taglio mortale con precisione chirurgica. Gli amici di Sharkey non sono disposti a collaborare con i poliziotti, ma uno dei due afferma che Sharkey era salito a bordo di una BMW nera con i vetri oscurati e riconosce Xavi Moreno nella fotografia mostratagli da Bosch. Ovviamente Moreno si dichiara estraneo alla vicenda e Bosch non dispone di elementi per poterlo accusare. Il killer di Korea Town non risulta schedato e Irving non vuole che si diffonda l'identikit, onde evitare di intasare i centralini con miriadi di false segnalazioni. Il sindaco Ramos insiste nel tentativo di convincere Irving a restare capo della polizia, prospettandogli la nomina di un poliziotto troppo inesperto per poter assumere un così rilevante incarico. Billets apprende con delusione che il suo concorso non è andato bene, essendo risucchiata nella parte bassa della graduatoria.
Holland decide che è venuto il momento di attaccare Bosch, orchestrando una campagna sui social contro di lui come principale accusato del delitto Gunn. Il giornalista Anderson si mangia le mani, avendo perso lo scoop perché Robertson gli aveva suggerito di non pubblicare niente, così da non inimicarsi il dipartimento di polizia e le fonti al suo interno. Edgar scopre che Dobbs, Moreno e Woody hanno lavorato per una società di nome A for Dinamics, effettuando frequenti viaggi in Afghanistan, all'ultimo dei quali non aveva partecipato Meadows. Robertson propone al collega Pierce di ricominciare da zero le indagini sulla morte di Gunn, sperando che emergano nuove piste. Il divorzio di Irving sta procedendo rapidamente, siccome Connie lo sta agevolando in ogni modo per potersi risposare con il nuovo compagno. Il capo della polizia è costretto a prendere atto che anche lui deve aprire un nuovo capitolo della sua vita. Billets racconta a Bosch di non aver passato l'esame, sospettando di essere stata penalizzata perché donna.
Dobbs, Moreno e Woody si impossessano delle banconote nascoste dentro un furgone nel porto.

## Birdland
- Titolo originale: Birdland
- Diretto da: Ernest Dickerson
- Scritto da: Daniel Pyne

### Trama
La fuga di notizie su Bosch crea scompiglio nel dipartimento, rovinando il Ringraziamento a molti. I misteri si infittiscono per il ritrovamento del cadavere di "Merch" Jackson, addetto all'imbarco dell'esercito che ha recuperato i soldi per conto di Trobbs e dei suoi. Questo permette a Bosch di portare alla luce il contrabbando di merci che i reduci dell'Afghanistan avevano messo in piedi negli Stati Uniti, dove riciclare denaro è più facile. Il capitano Ellen Lewis non crede alla teoria di Bosch vittima delle trame oscure di Holland. Billets difende il suo detective, trovandosi nella posizione scomoda di avere a che fare con Lewis che, oltre a capitano, è anche la nuova moglie del suo ex marito. Lewis rimprovera Billets per come gestisce la sua squadra, facendole capire che è per questo motivo che non ha passato il concorso.
O'Shea non vuole che Bosch deponga in tribunale nel caso Holland, così da non mettere in ulteriore imbarazzo il dipartimento. Bosch cerca di contattare Annabelle, ma scopre che la donna si trova a Praga per girare una serie televisiva. Bosch intuisce che è stato Holland a procurarle l'ingaggio, così da toglierla di mezzo e impedirle di testimoniargli contro. Robertson si sta convincendo dell'innocenza di Bosch, anche perché ha scoperto che la civetta trovata in casa di Gunn è stata contraffatta. Il detective sorprende Marissa, una delle assistenti di Holland, a letto con Rudy Tafero ed è in grado di dimostrare che è stata lei a pagare la cauzione a Gunn, probabilmente spinta da qualcuno che l'ha costretta a farlo. Inoltre, sulla porta dell'appartamento di Gunn sono rinvenute le impronte di Jesse Tafero, fratello minore di Rudy. Irving avverte Bosch che adesso non gode più della sua protezione, quindi è bene che si tolga dai guai e auspica di non sentire più il suo nome al briefing del mattino.
Come segno di fiducia nei confronti di Bosch, Robertson gli chiede di aiutare lui e Pierce nell'interrogatorio di Jesse Tafero.

## La mossa giusta
- Titolo originale: Right Play
- Diretto da: Christine Moore
- Scritto da: Jeffrey Fiskin

### Trama
Bosch è sotto indagine degli affari interni per i suoi metodi di lavoro. La sergente Amy Snyder, che conduce l'inchiesta, gli chiede conto dell'alterco avuto in pubblico con O'Shea, quando il procuratore si rifiutò di ricorrere contro l'archiviazione del caso Allen. Pierce e Robertson incontrano Jesse Tafero, addetto alla sicurezza in un centro commerciale. Jesse sarebbe voluto diventare un poliziotto come il fratello, ma non riuscì a superare l'esame per entrare in accademia e questo risentimento potrebbe averlo indotto a uccidere. Con la scusa di fargli qualche domanda sulla notte in cui morì Gunn, i due detective attirano Tafero in centrale, dove possono metterlo in stato di fermo sulla base dell'impronta rinvenuta a casa di Gunn e di un poco convincente alibi, secondo cui la notte dell'omicidio l'uomo si trovava a casa di Rudy a guardare vecchie partite dei Mondiali di calcio 2006.
Irving convoca il sergente Snyder per chiederle di lasciare in pace Bosch, essendo un poliziotto molto utile al dipartimento e che è stato capace di risolvere numerosi casi. Edgar scopre da un vicino di casa che il figlio Jack si collega abusivamente alla sua rete Internet. Chieste spiegazioni a Jack, il ragazzino spiega che gli piacerebbe poter avere qualcosa di più rispetto a ciò che il loro modesto tenore di vita gli permette di avere. Bosch ed Edgar sono all'inseguimento di Woody, identificato come il commilitone di Meadows che tentò di investire Bosch. Edgar scende dalla macchina e trova Woody seduto su una panchina. Mentre tenta di avvicinarsi, Woody lo vede e sembra intento a prendere una pistola. Senza riflettere, Edgar spara contro Woody e lo uccide. Edgar dichiara agli affari interni di aver fatto fuoco perché convinto che Woody stesse costituendo un pericolo per lui, ma il detective non sembra troppo convinto della sua affermazione. Irving chiede a Billets se vive come un problema il dover sottostare a Lewis, moglie del suo ex marito.
Osservando pensieroso il panorama notturno di Los Angeles dalla sua casa in collina, Bosch nota che è scoppiato un incendio.

## Aye Papi
- Titolo originale: Aye Papi
- Diretto da: Ernest Dickerson
- Scritto da: Elle Johnson

### Trama
John Caffrey, il detective che indagò sull'omicidio della madre di Bosch, è morto nell'incendio scoppiato a Lake Walsh. O'Shea pretende che Benitez patteggi nel caso Holland. Per tutta risposta, la vice procuratrice spara proposte talmente altisonanti da indurre la controparte a rifiutarle. Irving viene duramente attaccato durante un'adunanza pubblica, poiché il dipartimento di polizia è ritenuto direttamente responsabile degli abusi di potere da parte dei poliziotti, l'ultimo dei quali è il caso di Edgar. Costui è momentaneamente in aspettativa, nell'attesa che le indagini interne si chiudano, e spiega ai suoi figli di aver agito in quel modo perché era suo dovere.
Anderson entra in possesso del video in cui si vedono i due uomini entrare in casa di Gunn la notte dell'omicidio. Il giornalista fa avere il filmato a Robertson, il quale riesce a individuare il punto esatto in cui è stata posizionata la telecamera. Robertson ha capito che il responsabile del video è Bosch e ne chiede conto a Edgar, inducendolo sulla difesa perché il partner non è responsabile di alcunché, essendosi visto chiaramente chi sono i responsabili del delitto. Le impronte sulla telecamera appartengono a Mark Taylor, un uomo con cui Bosch ha una collaborazione da diversi anni e che è legato a lui da misteriosi trascorsi. I due uomini del filmato sono identificati nei fratelli Rudy e Jesse Tafero. Un altro arresto importante è quello relativo al presunto killer di Korea Town, tale Calwin Wilson. Tuttavia, mentre la polizia esalta la cattura di Wilson, il vero "killer della bicicletta" ride di gusto dal divano di casa.
Edgar cade vittima di uno scontro a fuoco all'esterno della propria abitazione. Rimasto ferito, riesce a chiamare in centrale per farsi soccorrere. Il cecchino, posizionato sulla collina, è Xavi Moreno.

## Un'immagine chiara
- Titolo originale: Clear Shot
- Diretto da: Stephen Gyllenhaal
- Scritto da: Eric Overmyer

### Trama
Edgar è recuperato dai mezzi di soccorso. La polizia capisce subito che a sparare non può essere stato altri che un cecchino dell'esercito, trattandosi di una lunga distanza. Fortunatamente il proiettile ha colpito soltanto la scapola di Edgar, costretto a sei mesi di riposo prima di poter riprendere l'attività sul campo. Ormai consapevole di essere braccato, Rudy Tafero rilascia a Bosch una piena confessione di come si sono svolti i fatti la notte in cui perse la vita Gunn. Il mandante dell'omicidio è Andrew Holland, il quale voleva incolpare Bosch e a tal scopo aveva inscenato un vero e proprio film, con tanto di storyboard. Jesse Tafero doveva far ubriacare Gunn per indurlo al suicidio, ma non aveva previsto che l'uomo desse in escandescenza e finisse in carcere, costringendo poi i fratelli Tafero a doverlo eliminare successivamente. Inoltre, era stato Jesse a far risultare le impronte di Bosch sulla scena del crimine, recuperando un bicchiere da cui il detective aveva bevuto in un bar. Alla fine Irving ha deciso di accettare la proposta del sindaco di diventare capo della polizia a tutti gli effetti. Nel dare la notizia a Bosch, Irving gli comunica anche che ha fatto ritirare il richiamo degli affari interni nei suoi confronti. Bosch prende atto della cosa, ma non ringrazia Irving perché non si sente in debito con lui.
Bosch e Maddie passano a trovare Edgar in ospedale. Il partner sussurra a Bosch di aver saputo che è stato lui a piazzare le telecamere. Robertson concede ad Anderson l'esclusiva della confessione di Tafero, così da chiudere il cerchio con il giornalista. Stanlio e Ollio arrivano in Messico per arrestare Moreno, trovando però soltanto la sua fidanzata perché l'uomo ha preferito raggiungere Dobbs per andare a recuperare insieme i soldi, nascondendo un pugnale dentro il vano portaoggetti. Sfruttando Rudy Tafero, Bosch e la sua squadra possono arrestare Holland per l'omicidio di Gunn. Pell e Bennett, i due detective che stanno indagando sull'incendio di Lake Walsh, comunicano a Bosch che Caffrey aveva lasciato un fascicolo dettagliato del caso di sua madre. Andato a recuperare la macchina di Xavi in un deposito, Bosch trova nel cruscotto alcune brochure di una località chiamata Channel Islands. Robertson consegna a Edgar la chiavetta contenente la confessione di Tafero.
Mentre sono al largo di Channel Islands, Dobbs precede Moreno e lo uccide con un colpo di pistola, disfacendosi poi del cadavere nell'oceano.

## Il re del mare
- Titolo originale: The Sea King
- Diretto da: Ernest Dickerson
- Scritto da: Daniel Pyne e Michael Connelly

### Trama
Bosch raggiunge Channel Islands, dove Dobbs ha attraccato la sua barca e sta recuperando parte dei soldi nascosti. Perlustrando l'imbarcazione del veterano, il detective rinviene un passaporto canadese falso e il pugnale di Moreno, con tracce di sangue a testimoniare il delitto commesso da Dobbs. Quest'ultimo cade nella trappola di Bosch e viene prima disarmato, poi fatto svenire con la manovra di strangolamento della polizia. Consegnato Dobbs e recuperata Maddie, Bosch torna a casa e resta sorpreso nel trovarci Eleanor, rientrata dal periodo di lavoro all'estero. Bosch è in grado di dimostrare che Dobbs è responsabile di quattro omicidi, collegandolo anche a quello di Moreno perché sulla sua barca manca la seconda àncora, usata per affondare il cadavere del messicano. Inoltre, il sangue sul pugnale di Moreno risulta compatibile con quello del povero Sharkey.
Bosch riceve dall'avvocato di Caffrey l'annuario della prestigiosa scuola preparatoria di Malibu, dove il detective aveva studiato. Spulciando l'elenco degli studenti, Bosch si meraviglia di non trovare il nome di Caffrey, ma capisce il motivo per cui l'avvocato glielo ha voluto spedire quando legge Arno Epperson, colui che ha sempre creduto fosse l'assassino di sua madre. Riprendendo le indagini e dopo essere passato dal motel in cui si consumò il delitto, Bosch fa una scoperta che cambia completamente il quadro della vicenda. Arno Epperson era molto amico di Bradley Walker, all'epoca un giovane amante della bella vita e che si accompagnava a prostitute nel motel. Era stato Bradley Walker a firmarsi Fox Mitchell e con ogni probabilità a uccidere la madre di Bosch, mentre Arno Epperson si prese la colpa per non rovinare il brillante futuro che attendeva l'amico, oggi diventato presidente della commissione di polizia. Eleanor incontra il suo vecchio contatto nell'FBI, facendo capire che il soggiorno a Hong Kong era in realtà una missione propedeutica al suo rientro nel Bureau. Edgar è dimesso all'ospedale, con la moglie Latonya che vorrebbe fargli lasciare il lavoro in polizia e incassare la pensione di invalidità. Edgar non è dello stesso avviso e chiede a Bosch di passare a trovarlo, dovendogli dire una cosa molto importante. Edgar ha infatti non solo capito che è stato Bosch a installare la telecamera fuori dalla casa di Gunn, ma che era lì la sera dell’omicidio e che ha visto succedere tutto sotto i suoi occhi senza intervenire, biasimandolo per aver usato quegli sporchi metodi che tanto detestava e dicendogli che così non è migliore di chi combattono. Bosch prova a difendersi, affermando che è servito togliere di mezzo quattro brutti tizi (Holland, Gunn e i fratelli Tafero). Tuttavia, Edgar non si accontenta di questa spiegazione e replica che adesso è lui a non sapere se può ancora fidarsi del suo partner.
Irving accetta formalmente l'incarico di capo della polizia, in una cerimonia che vede partecipare il sindaco Hector Ramos e Bradley Walker. Dall'ultima fila Bosch lancia uno sguardo minaccioso a Walker.